# Syogo Utsunomiya
Syogo Utsunomiya (宇都宮 章吾; 15 febbraio 1956) è un astronomo giapponese.
Syogo Utsunomiya è un famoso astrofilo giapponese, di professione agricoltore, residente a Oguni una cittadina situata nelle vicinanze del Monte Aso situato nell'isola di Kyūshū, (Prefettura di Kumamoto). Nel campo dell'Astronomia 
si è dedicato principalmente alla ricerca di comete.

## Scoperte
Ha scoperto varie comete
| Tipo di oggetto | Denominazione              | Data della scoperta | Coscopritori                 | Fonti e note |
| --------------- | -------------------------- | ------------------- | ---------------------------- | ------------ |
| cometa          | 122P/de Vico               | 17 settembre 1995   | Yuji Nakamura Masaaki Tanaka | riscoperta   |
| cometa          | C/1997 T1 Utsunomiya       | 3 ottobre 1997      | -                            | [ 3 ]        |
| cometa          | C/2000 W1 Utsunomiya-Jones | 18 novembre 2000    | Albert Jones                 | [ 4 ]        |
| cometa          | C/2002 F1 Utsunomiya       | 18 marzo 2002       | -                            | [ 5 ]        |

## Riconoscimenti
Gli è stato dedicato un asteroide, 20151 Utsunomiya.
Gli è stato assegnato il Edgar Wilson Award nel 2001 e nel 2002.